# Robert Houstoun Anderson
Robert Houstoun Anderson (1er octobre 1835 - 8 février 1888) est un officier d'infanterie de l'armée des États-Unis , puis de cavalerie et d'artillerie dans l'armée des États Confédérés pendant la guerre de Sécession. Après la guerre, il sert comme chef de la police de la ville de Savannah pendant 23 ans, et joue un rôle important lors de la réunification des activités avec sonalma mater, l'académie militaire des États-Unis à West Point, New York.

## Avant la guerre
Né à Savannah, en Géorgie le 1er octobre 1835, Anderson est le fils de John Wayne Anderson, un homme d'affaires local. Ses frères et sœurs comprennent le commandant George Wayne Anderson, le capitaine J. W. Anderson II, et le colonel C. W. Anderson. Il fait ses études dans les écoles locales, avant d'obtenir une nomination à l'académie militaire américaine. « Bob » Anderson retournera à West Point, un jour, pour aider à guérir les blessés de la guerre de Sécession, en tant que membre du conseil d'administration des visiteurs après la guerre.

## Service dans l'US Army
Après l'obtention de son diplôme en 1857, en tant que second lieutenant breveté d'infanterie, il stationne dans le nord de l'état de New York à fort Columbus avec la 9th Infantry Division. Plus tard, il sert comme premier lieutenant d'infanterie à fort Walla Walla dans le territoire de Washington lors de son service sur la frontière de 1858-1861.

## Service dans la Confederate States Army
En mars 1861, peu de temps avant la sécession de son état natal, Anderson quitte l'armée américaine et accepte une commission en tant que lieutenant d'artillerie dans l'armée confédérée, ayant officiellement démissionné de sa commission de l'armée américaine le 17 mai 1861,.
En septembre 1861, il est promu commandant, et est l'adjoint de l'adjudant-général des troupes de la côte de la Géorgie. Anderson est ensuite nommé adjoint de l'adjudant-général du major général W. H. T. Walker de la milice de l'État de Géorgie situé à Pensacola, en Floride. Lorsque Walker est transféré en Virginie, en juillet 1861, Anderson part avec lui.
Après la démission de Walker, Anderson reste dans le service confédéré et est promu commandant. En avril 1862, le commandant Anderson crée le 1st Georgia Sharpshooters, et le transforme rapidement en une unité efficace et disciplinée. Le bataillon est rassemblé au camp Anderson, sur les rives de la rivière Ogeechee. Au début de 1863, il est placé au à son commandement à proximité du fort McAllister, situé juste en aval de Savannah, en Géorgie afin de ralentir l'avancée des cuirassés de  l'Union. Fort McAllister est l'un des principaux forts défendant le port de Savannah, qui va devenir le plus grand obstacle  lors de la marche vers la mer de Sherman.
Anderson est promu colonel et est placé au commandement du 5th Georgia Cavalry, le 20 janvier 1863. Il dirige les défenses confédérées lors de la bataille de Fort McAllister (1863). Le général P. G. T. Beauregard dans son rapport officiel au département de la guerre se félicite de la très haute conduite des officiers et des hommes engagés dans la défense réussie de fort McAllister, en février 1863.
Anderson et le 5th Georgia Cavalry sont transférés dans l'armée du Tennessee, sous les ordres du général William W. Allen dans la division de Kelly commandée par le général Joseph Wheeler avant l'ouverture de la campagne d'Atlanta. Recevant une promotion sur le champ de bataille en tant que brigadier général le 26 juillet 1864, après la mort du commandant du brigadier général John H. Kelly près de Franklin, dans le Tennessee, Anderson assure temporairement le commandement de la division avant de reprendre son ancien poste en tant que commandant de brigade à la suite de la chute d'Atlanta.
Anderson mène plus tard sa brigade contre l'avancée des forces de l'Union au cours de marche vers la mer de Sherman (campagne de Savannah), étant blessé à la bataille de Griswoldville. Ensuite, il rejoint le corps de cavalerie de Wheeler lors de la campagne des Carolines avant l'effondrement de la Confédération en avril 1865. Il est blessé lors de la Bataille de Brown's Mill près de Newnan, en Géorgie le 30 juillet 1864 au cours de la campagne d'Atlanta et à Fayetteville, en Caroline du Nord au cours de la campagne des Carolines, le 11 mars 1865.

## Après la guerre

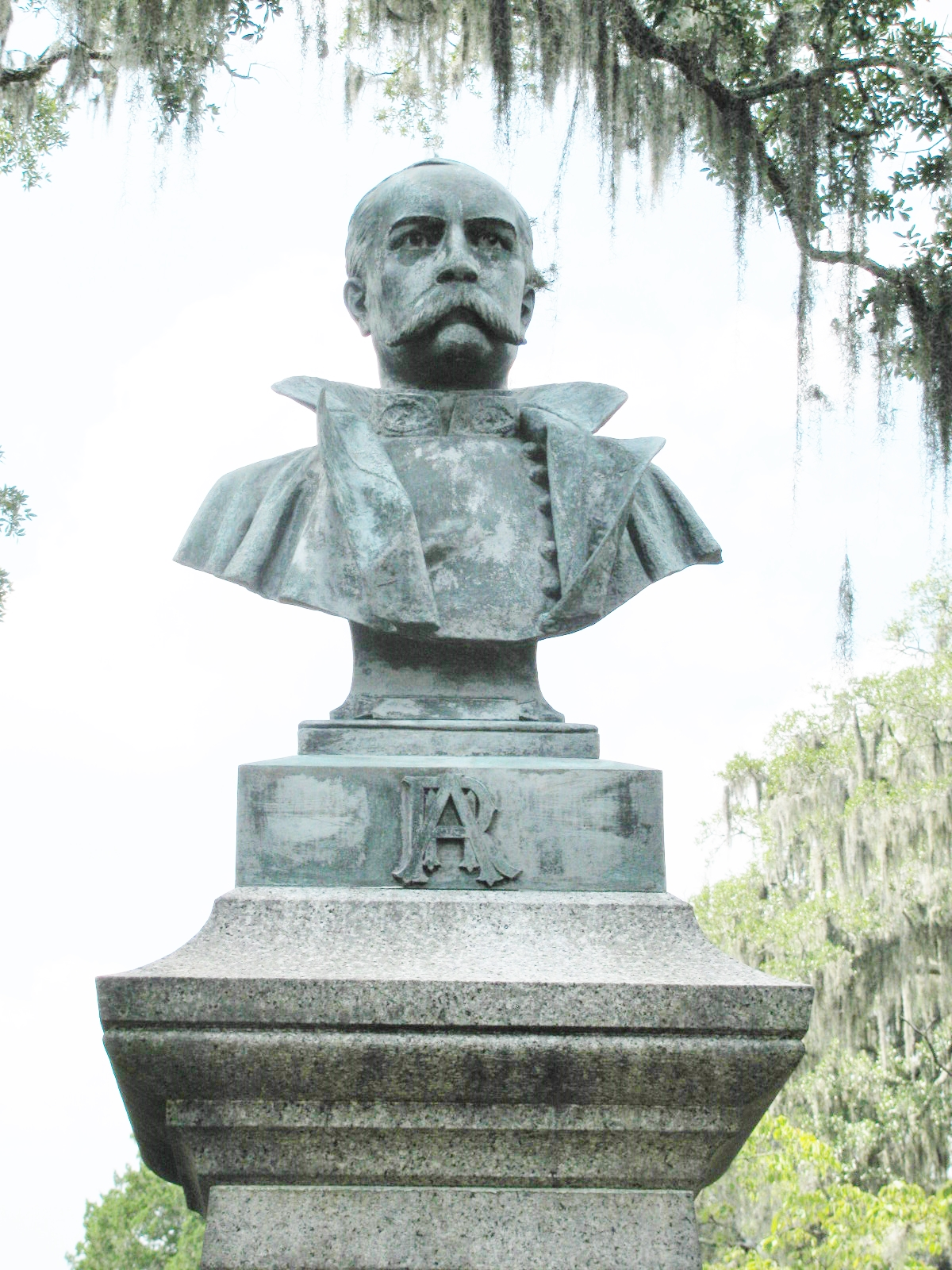
Buste du général Anderson, par Alexander Dole

Après la guerre, Anderson s'établit et sert comme chef de la police de la ville de Savannah de 1865 jusqu'en 1888. En tant que chef de la Police de la ville de Savannah, il apporte l'ordre et grâce à son leadership en fait en force des plus efficaces de la nation. Après la fondation du Georgia Sabre Club, Anderson est élu capitaine des Georgia Hussars du 4 décembre 1876 à février 1880.
Le général Anderson est nommé par le président Rutherford B. Hayes au Conseil des Visiteurs, de l'académie militaire de West Point. Le Conseil des Visiteurs est un jury qui comprend des sénateurs, des représentants du Congrès, et des personnes nommées par le président qui « doit s'enquérir du moral et de la discipline, du curriculum, de l'instruction, de l'équipement physique, des affaires fiscales, des méthodes académiques, et d'autres questions liées à l'académie que le conseil d'administration décide de prendre en compte ». En tant que membre du conseil d'administration, il préside le comité pour les universitaires et la discipline, et travaillant aux côtés du général « Fighting Joe » Wheeler il aide à réunir les vieux amis, et participe aux efforts de réconciliation. Il est nommé à nouveau au Conseil d'administration par le président suivant, Grover Cleveland, en 1887, quand il recommande d'apporter à la fois le téléphone et l'électricité à West Point. 
En tant que chef de la police, Anderson emploie pour la plupart des anciens combattants des deux côtés de la guerre de Sécession dans sa force, en mettant ses idées de la réconciliation en action.
Robert Houstoun Anderson meurt à Savannah, en Géorgie à l'âge de 52 ans le 8 février 1888, et est enterré dans le cimetière de Bonaventure. On estime à sept mille personnes la participation à l'inauguration d'une plaque de cuivre et du monument de granit, surmonté d'un buste du général dans le cimetière de Bonaventure en février 1894. Il y est enterré avec sa femme et ses enfants à ses côtés. Son fils Robert Houstoun Anderson Jr a également servi dans l'armée américaine avec distinction sur la frontière Mexicaine, et en Chine avant son décès dû à la maladie, aux Philippines, en 1901.

## Galerie

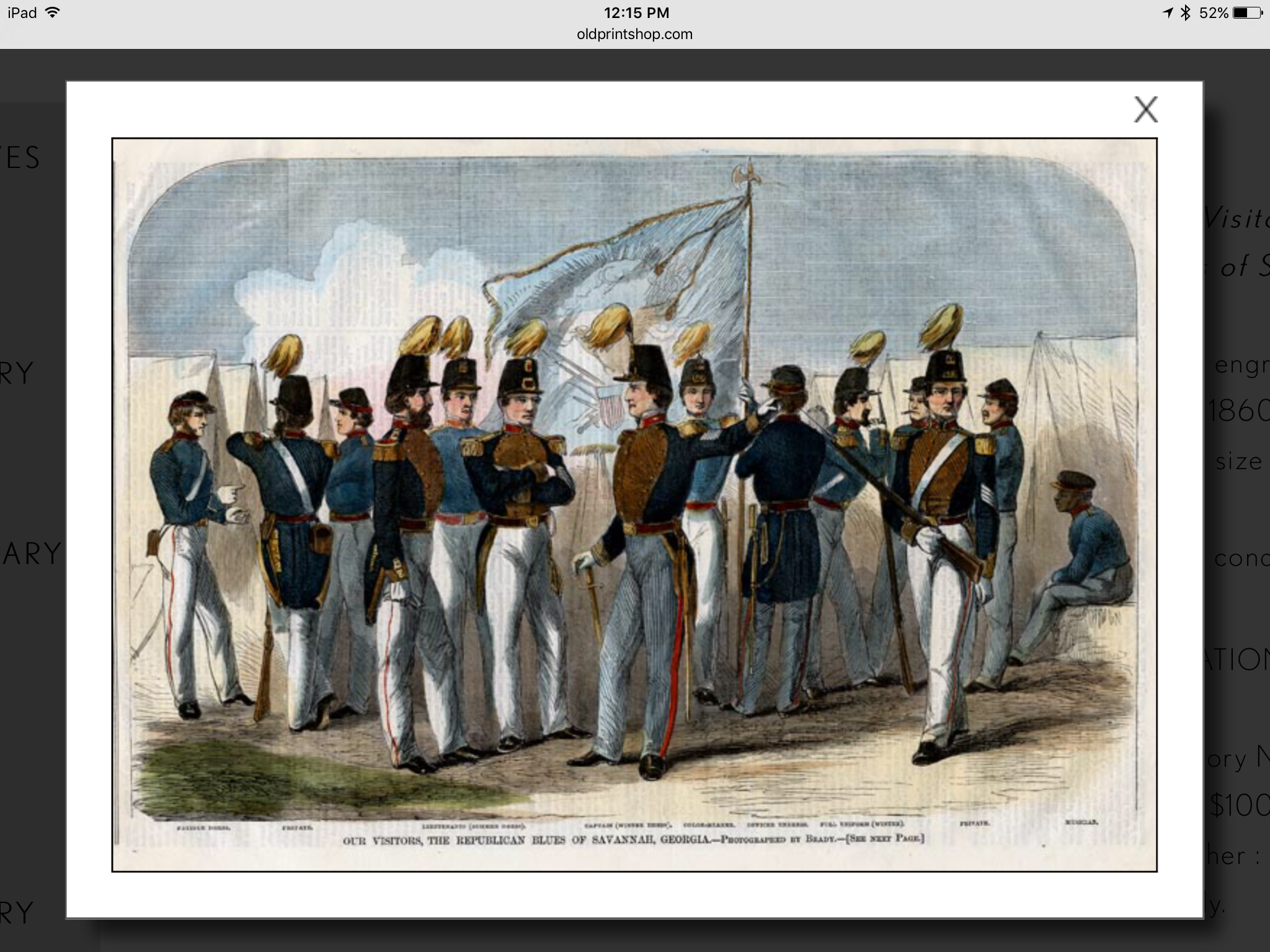
Republican Blues
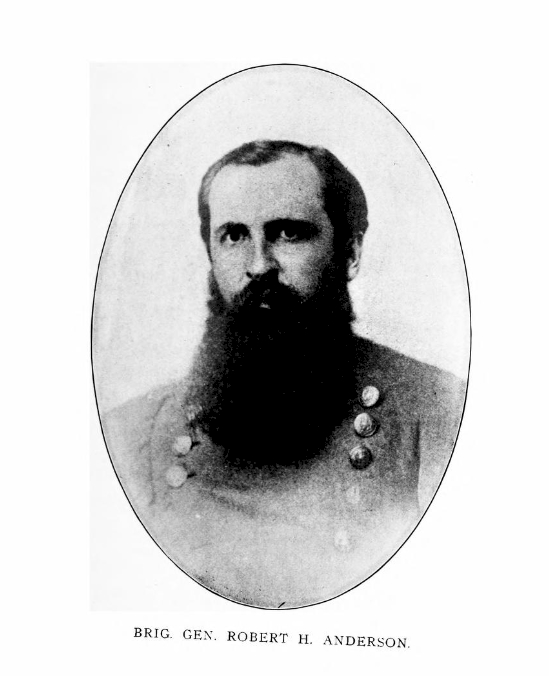
BG R H Anderson 1864
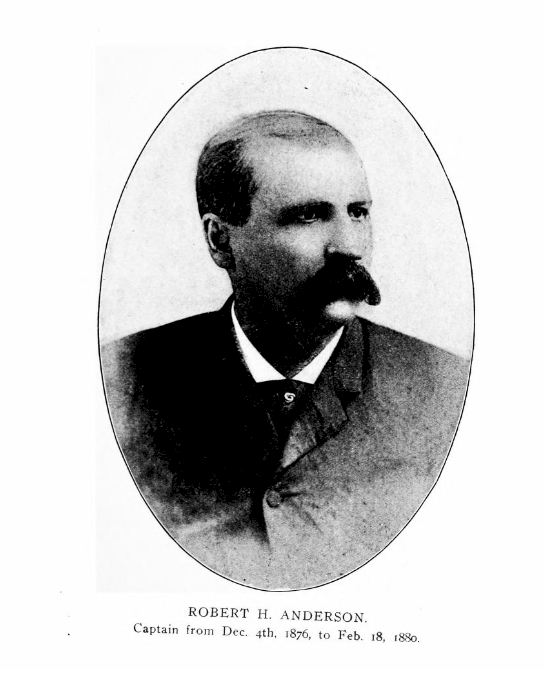
RAH GA Hussars 1880
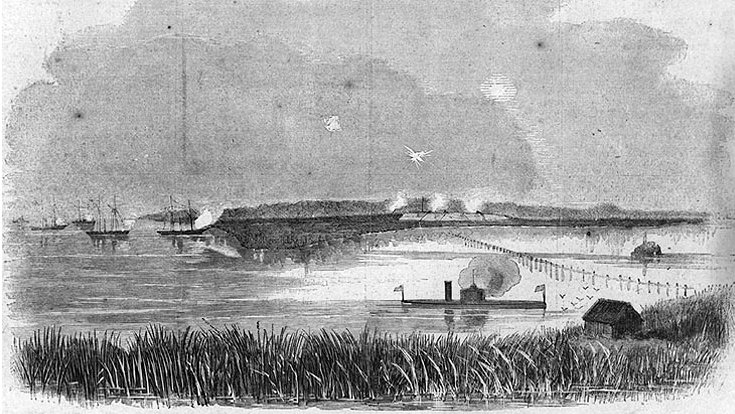
attaque de l'USS Montauk contre le Fort McAllister
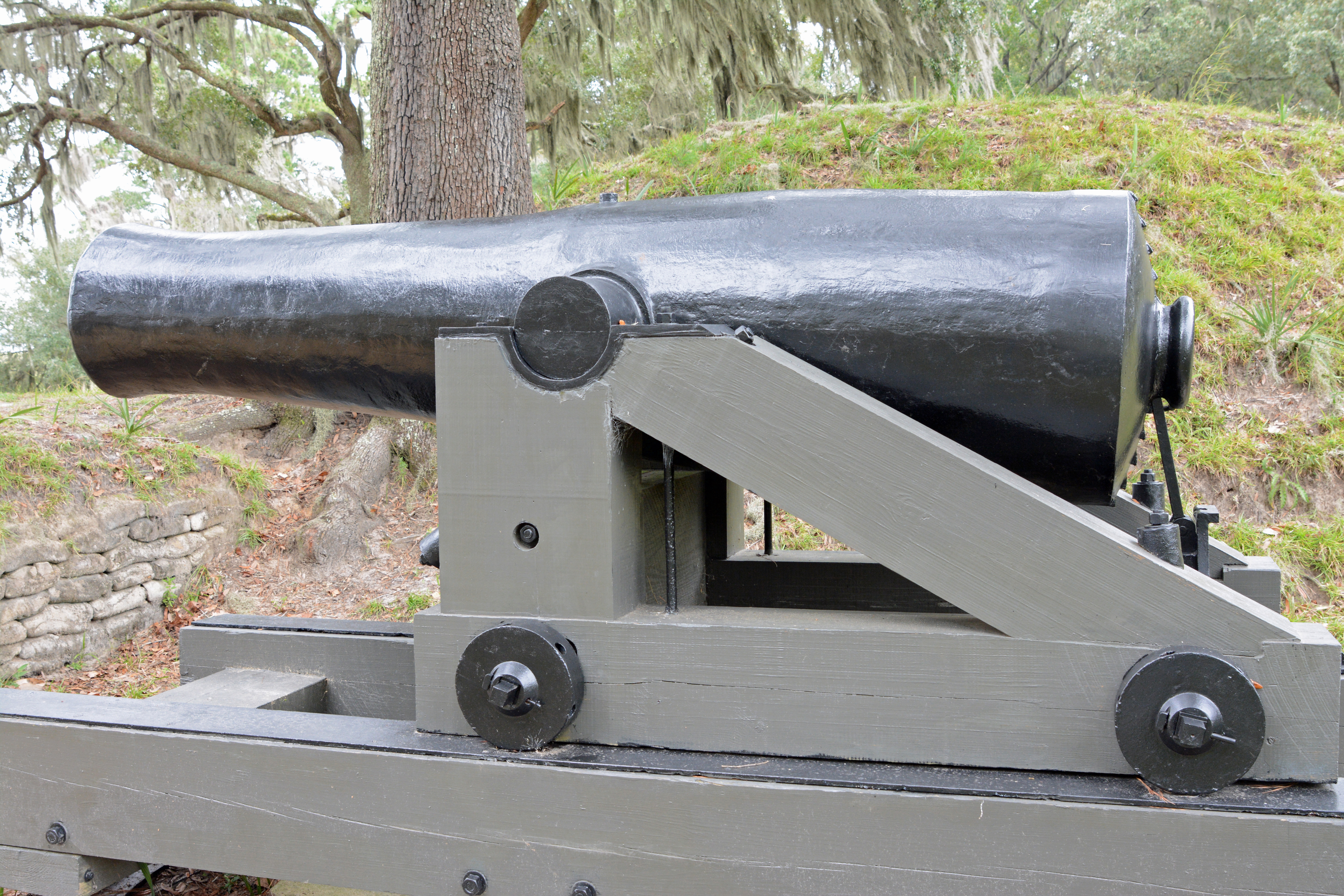
Canon Columbiad (reproduction de 1964) à Fort McAllister, GA, US
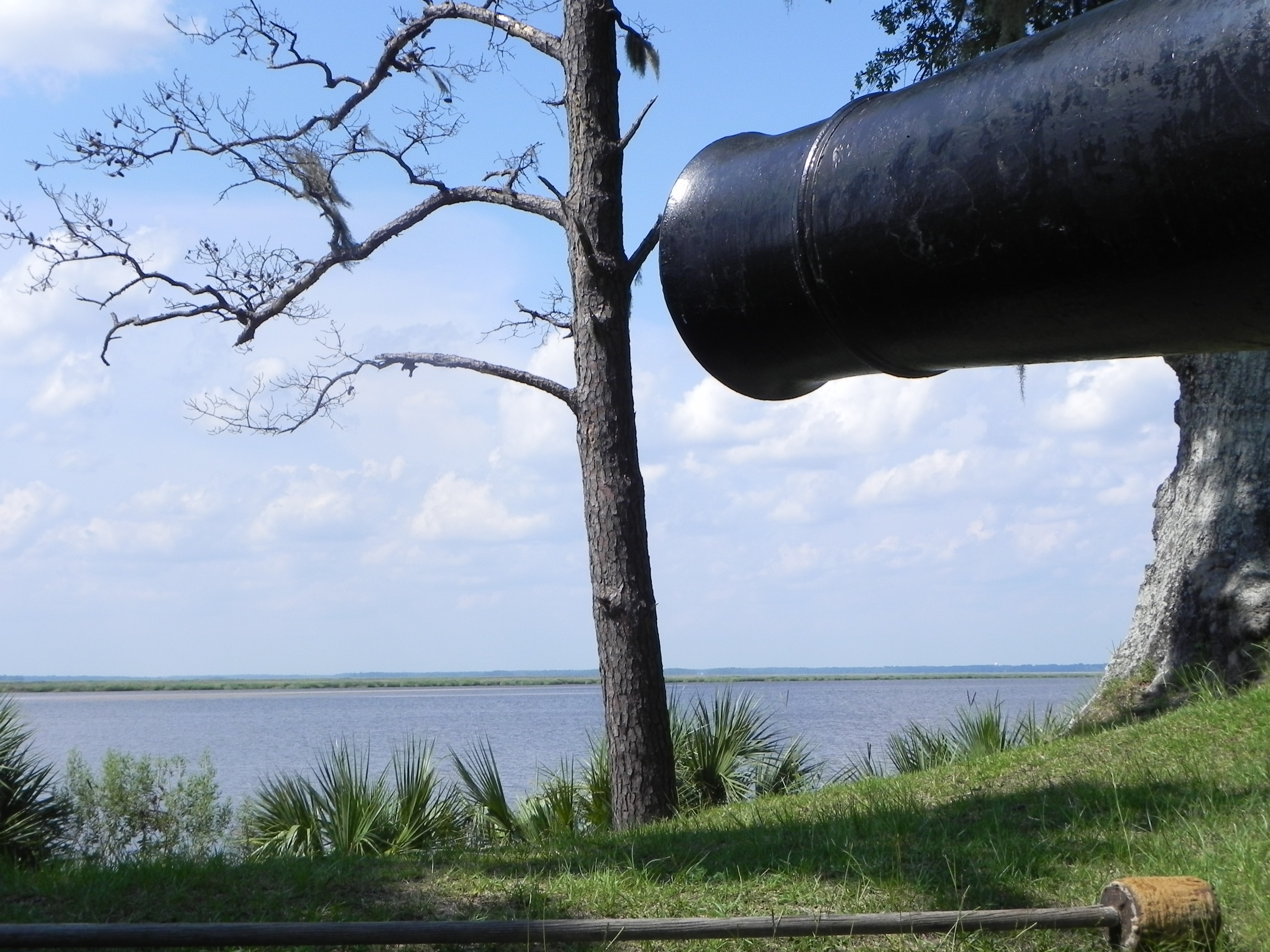
Fort McAllister en 2014
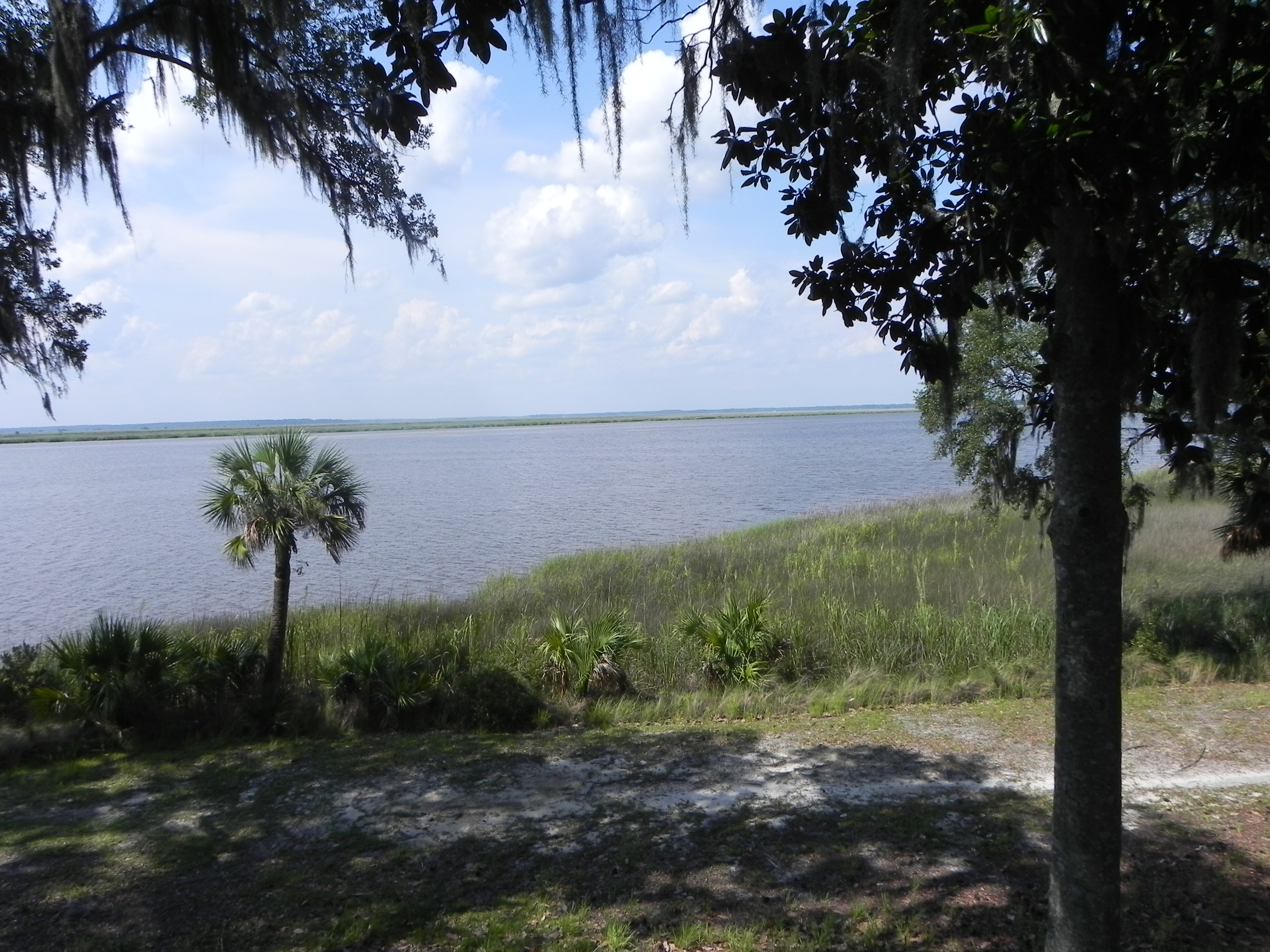
Fort McAllister en 2014
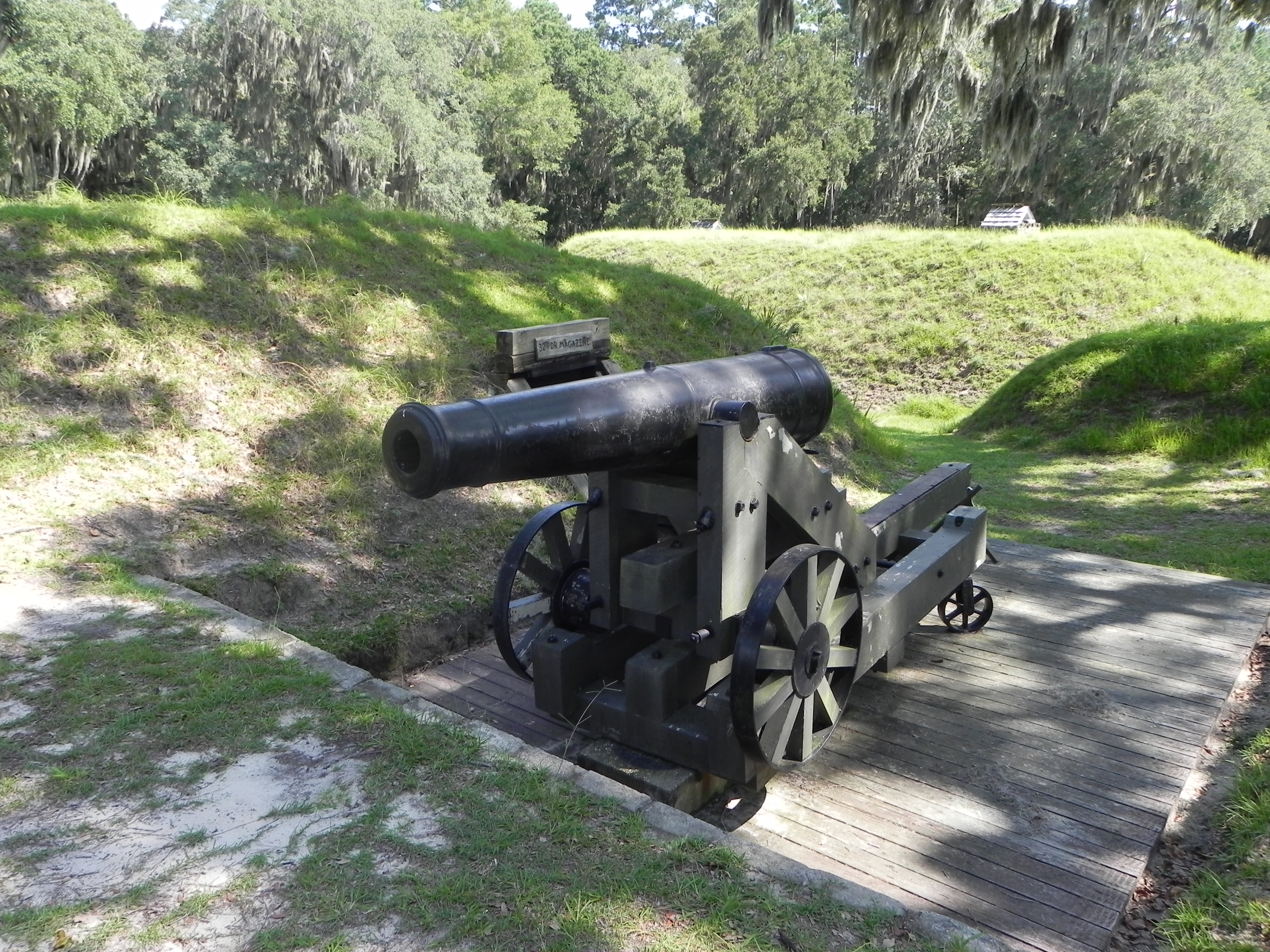
Fort McAllister en 2014
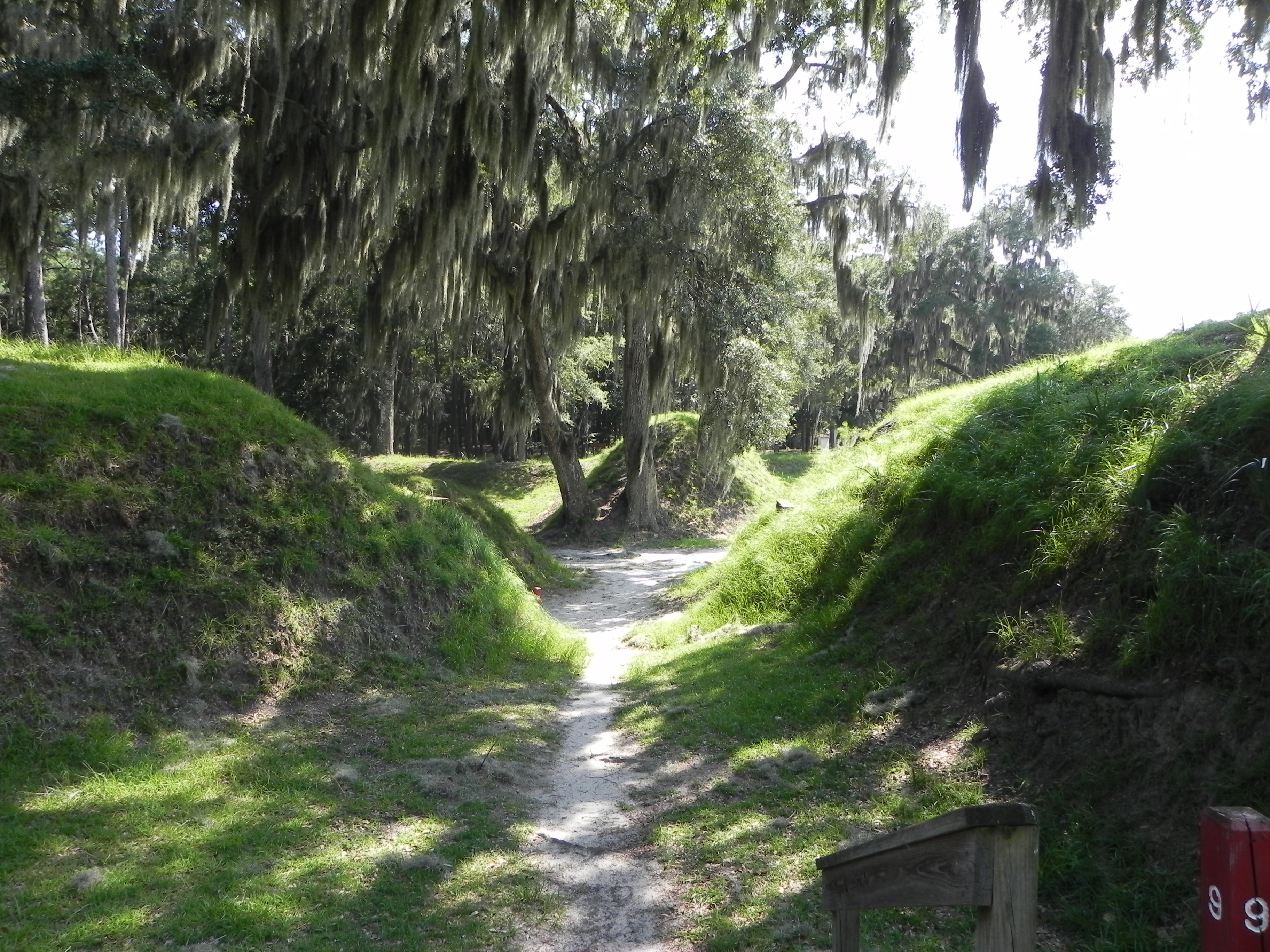
Fort McAllister en 2014
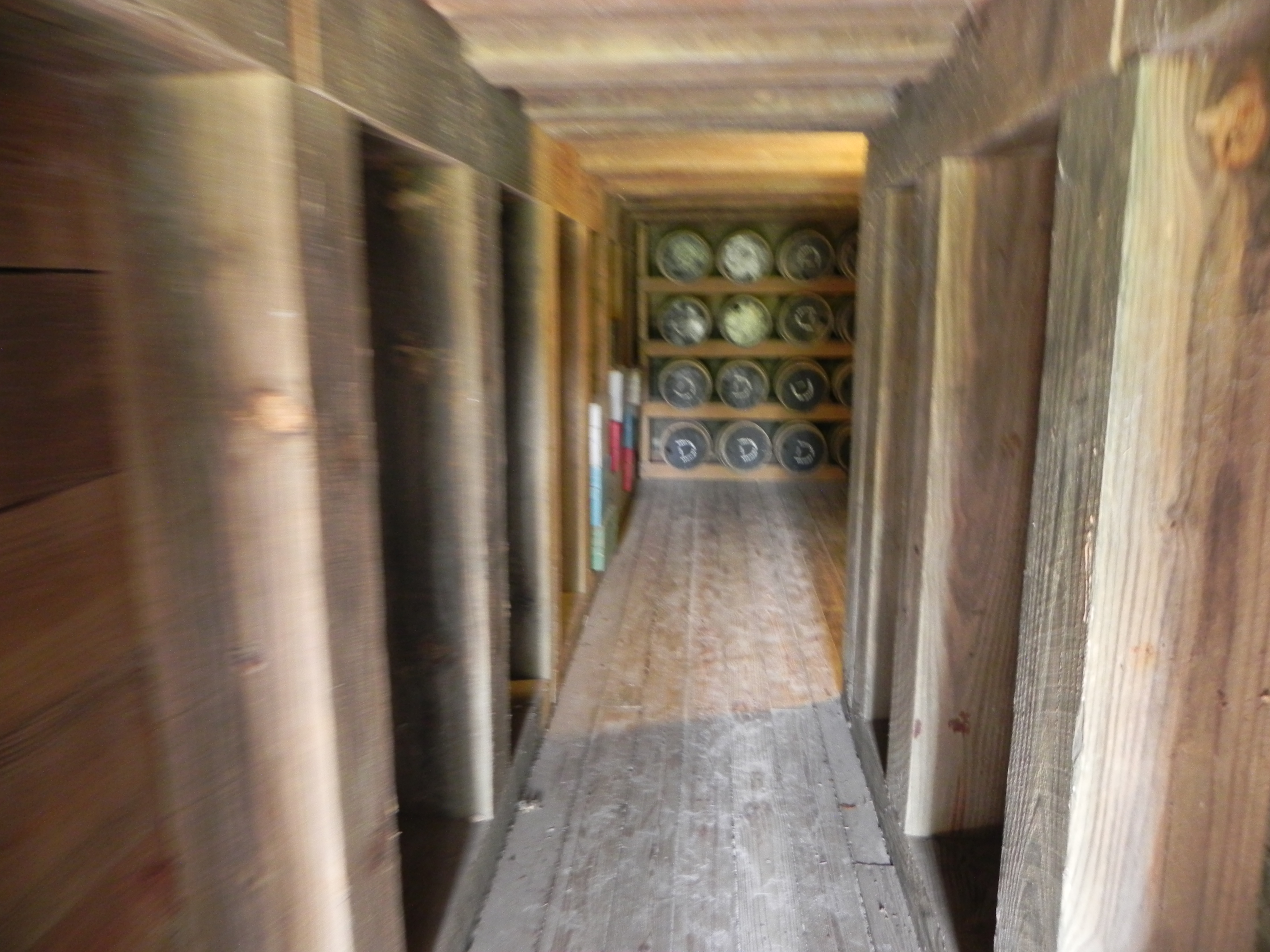
Fort McAllister en 2014
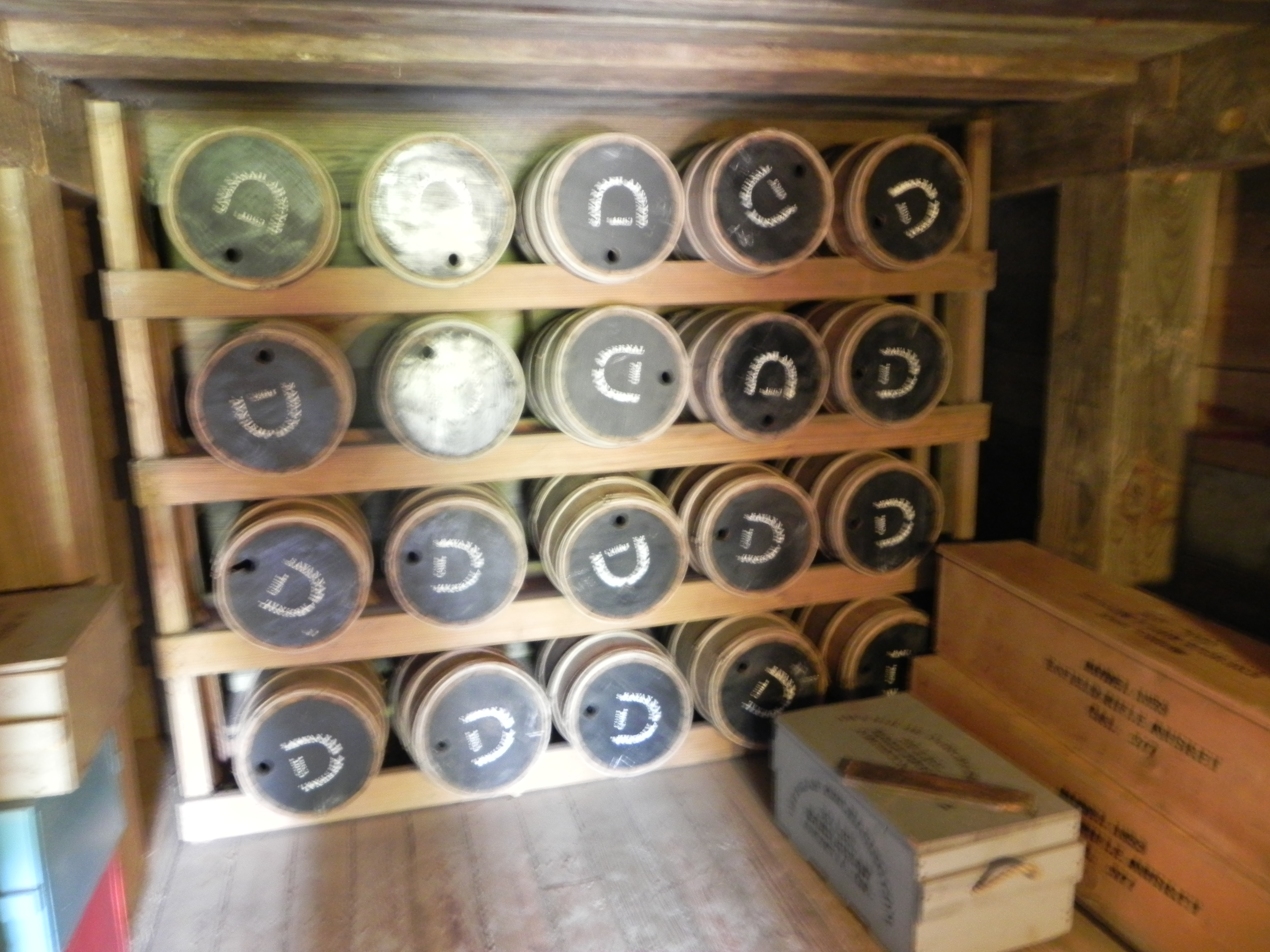
Fort McAllister en 2014
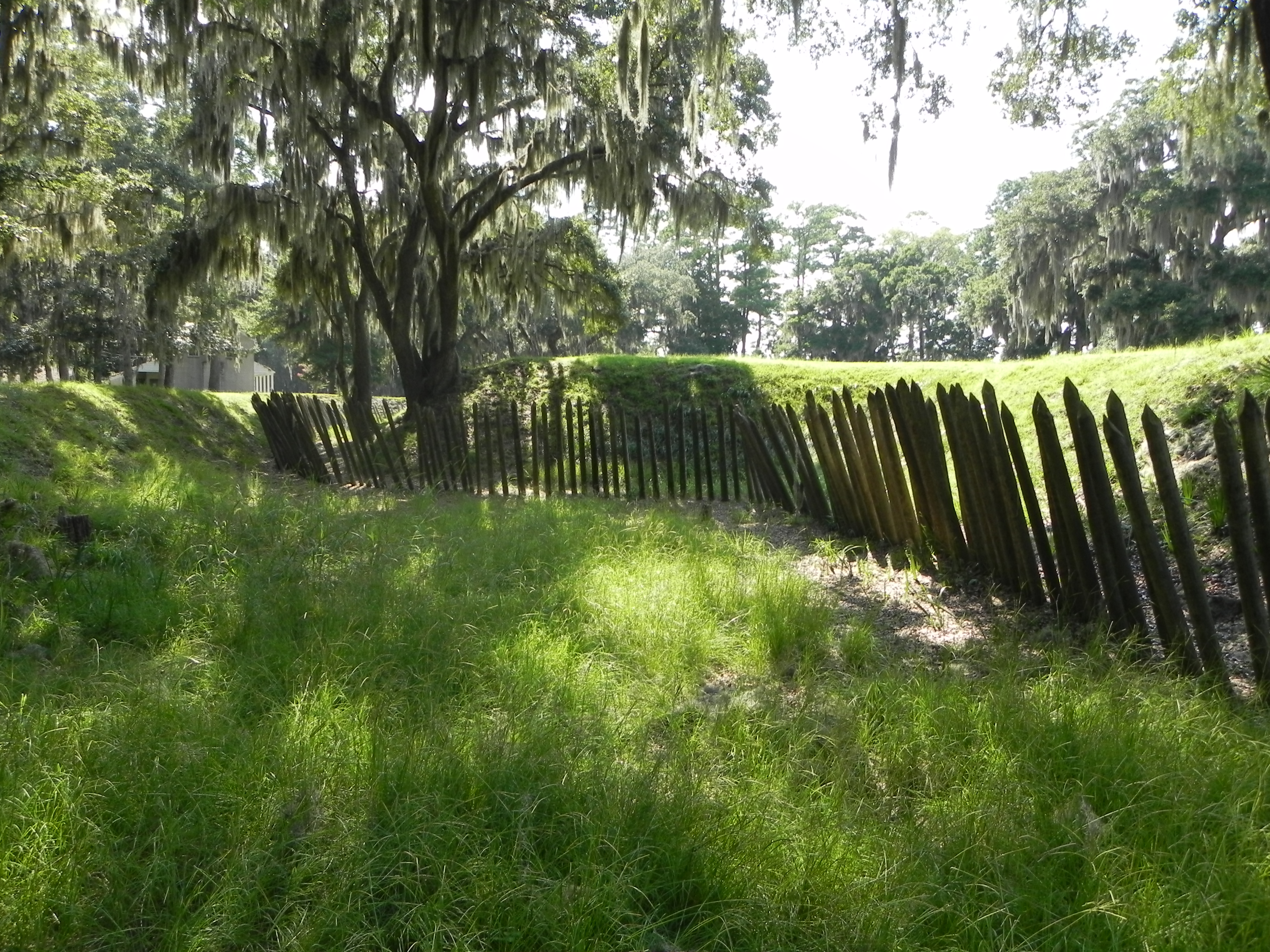
Fort McAllister en 2014
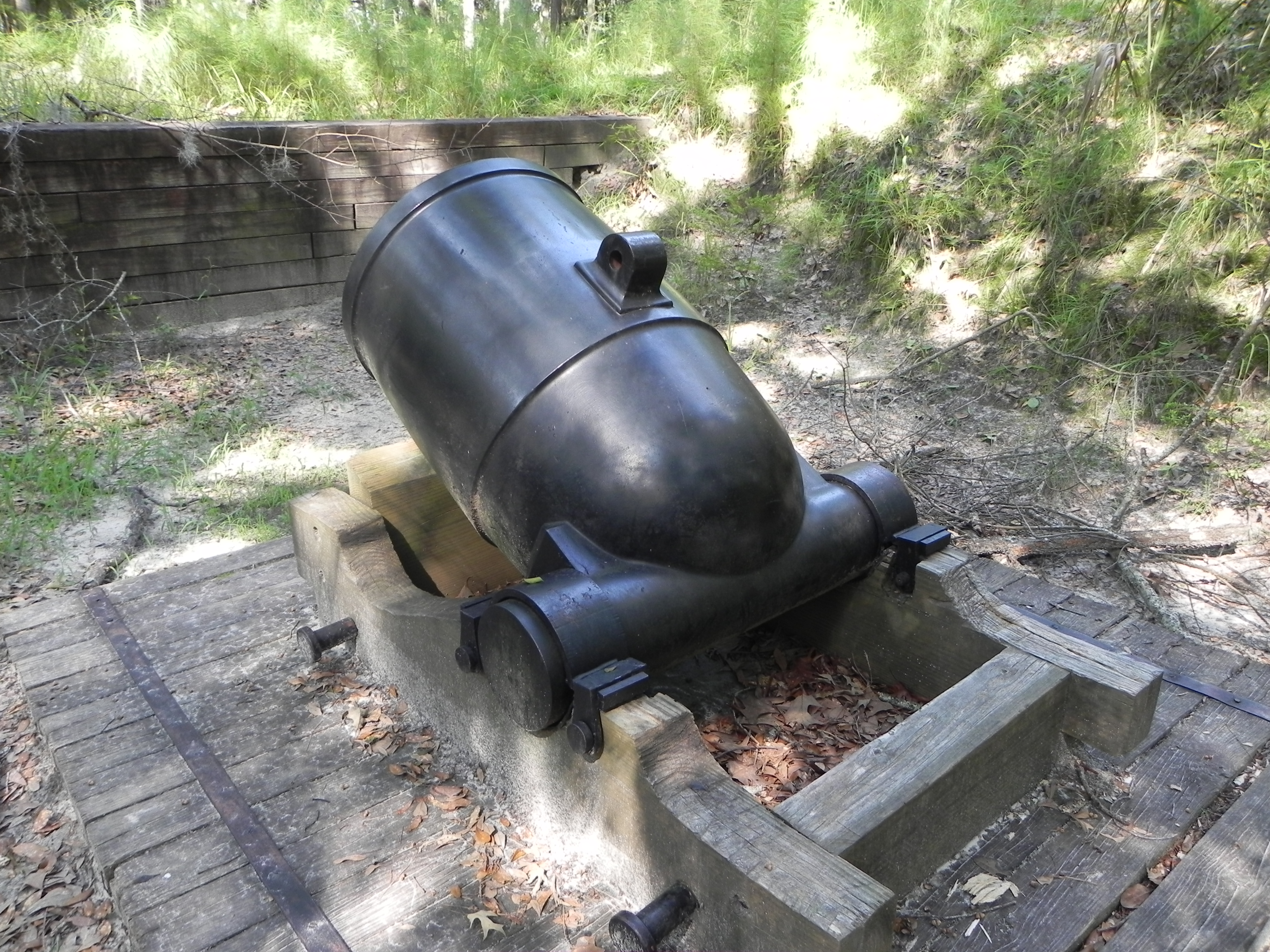
Fort McAllister en 2014
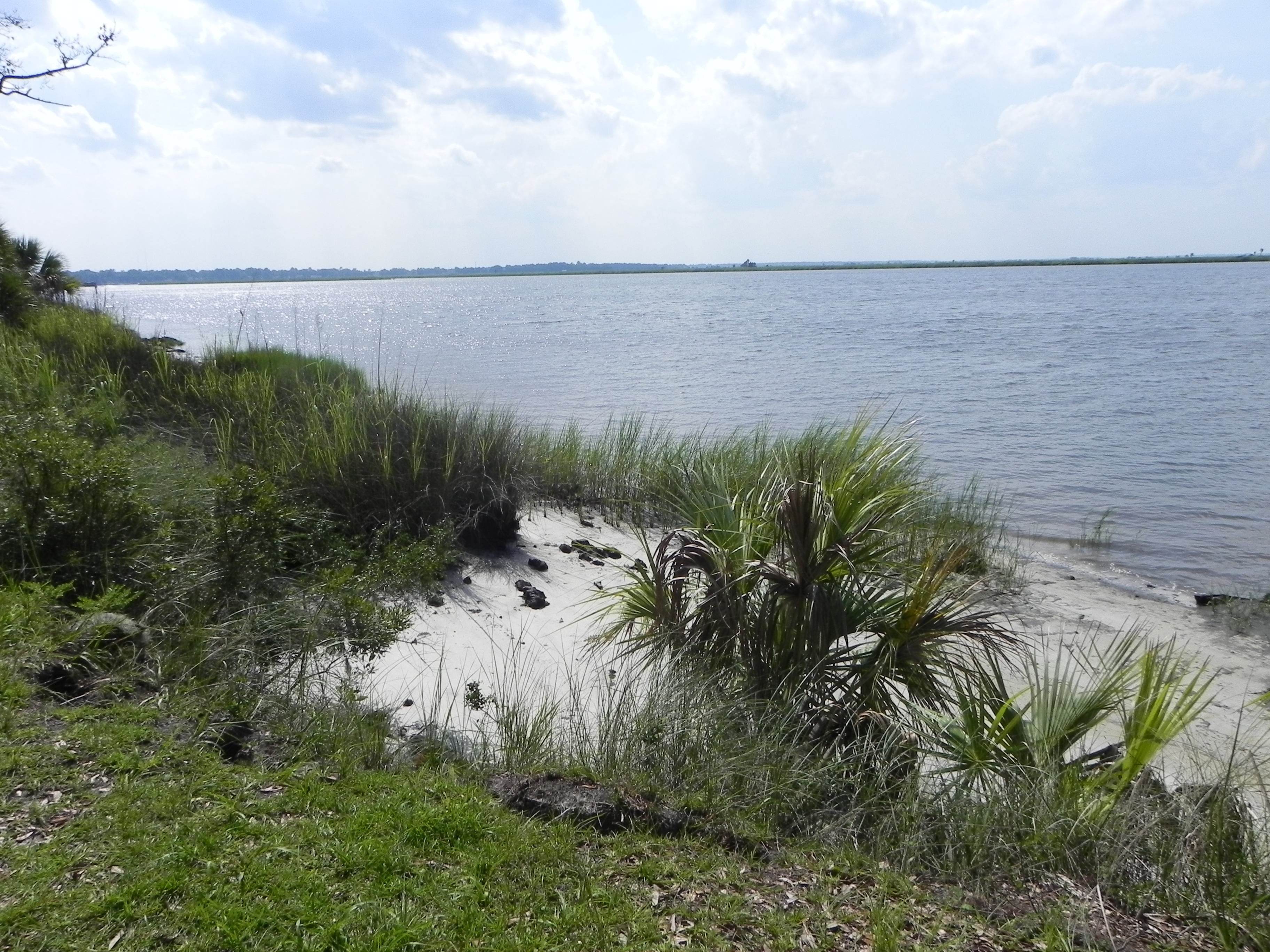
Fort McAllister en 2014
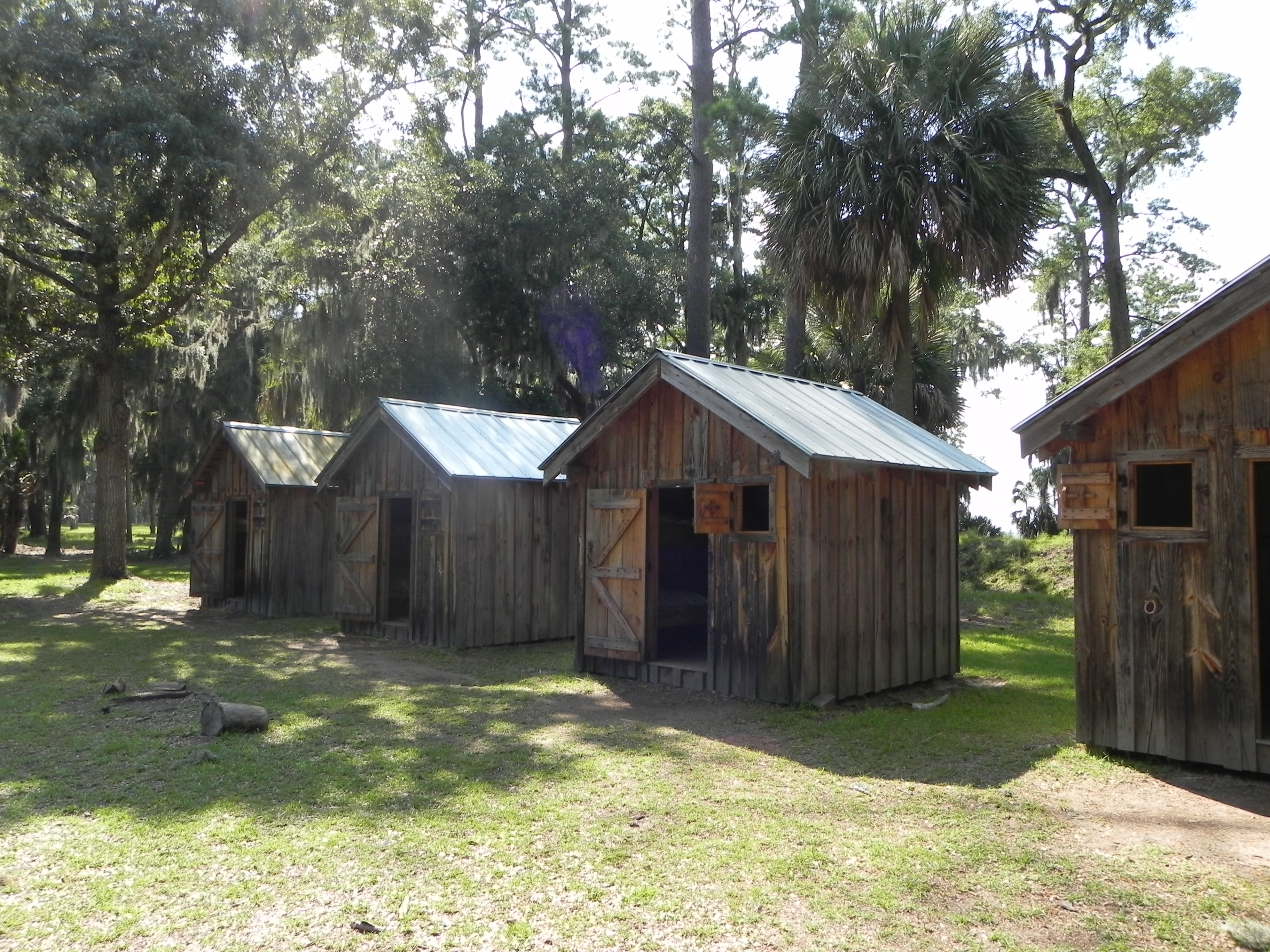
Fort McAllister en 2014
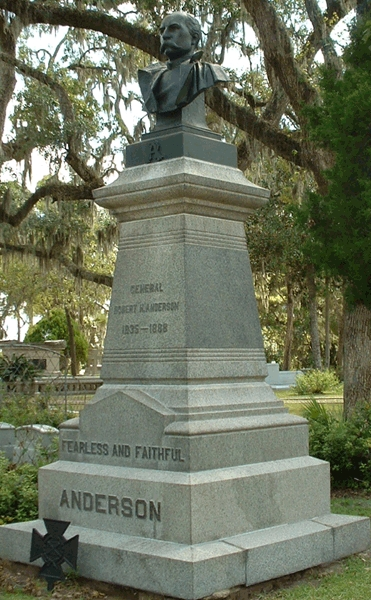
Gen RHA
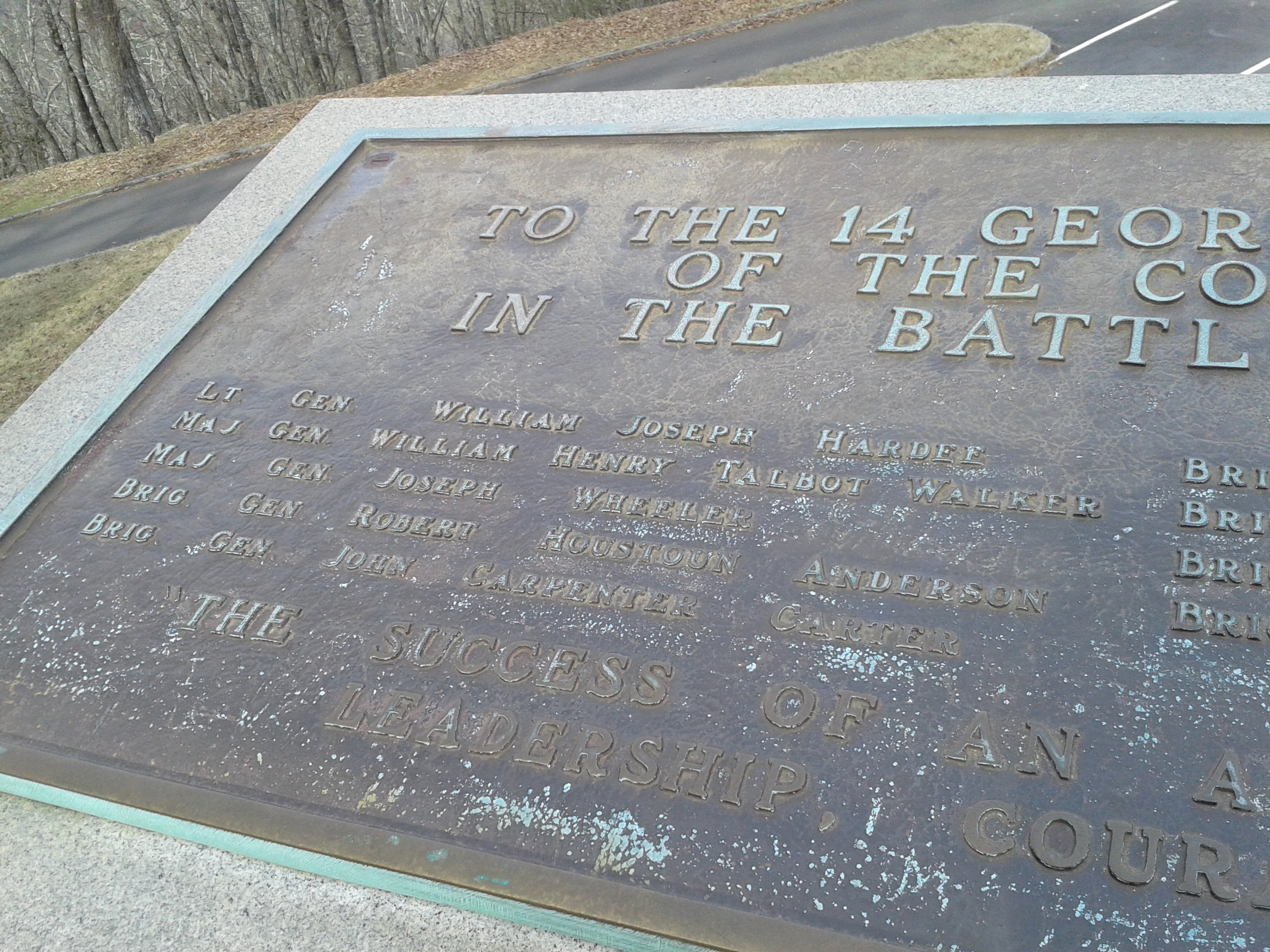
Monument du champ de bataille de Kennesaw Mountain
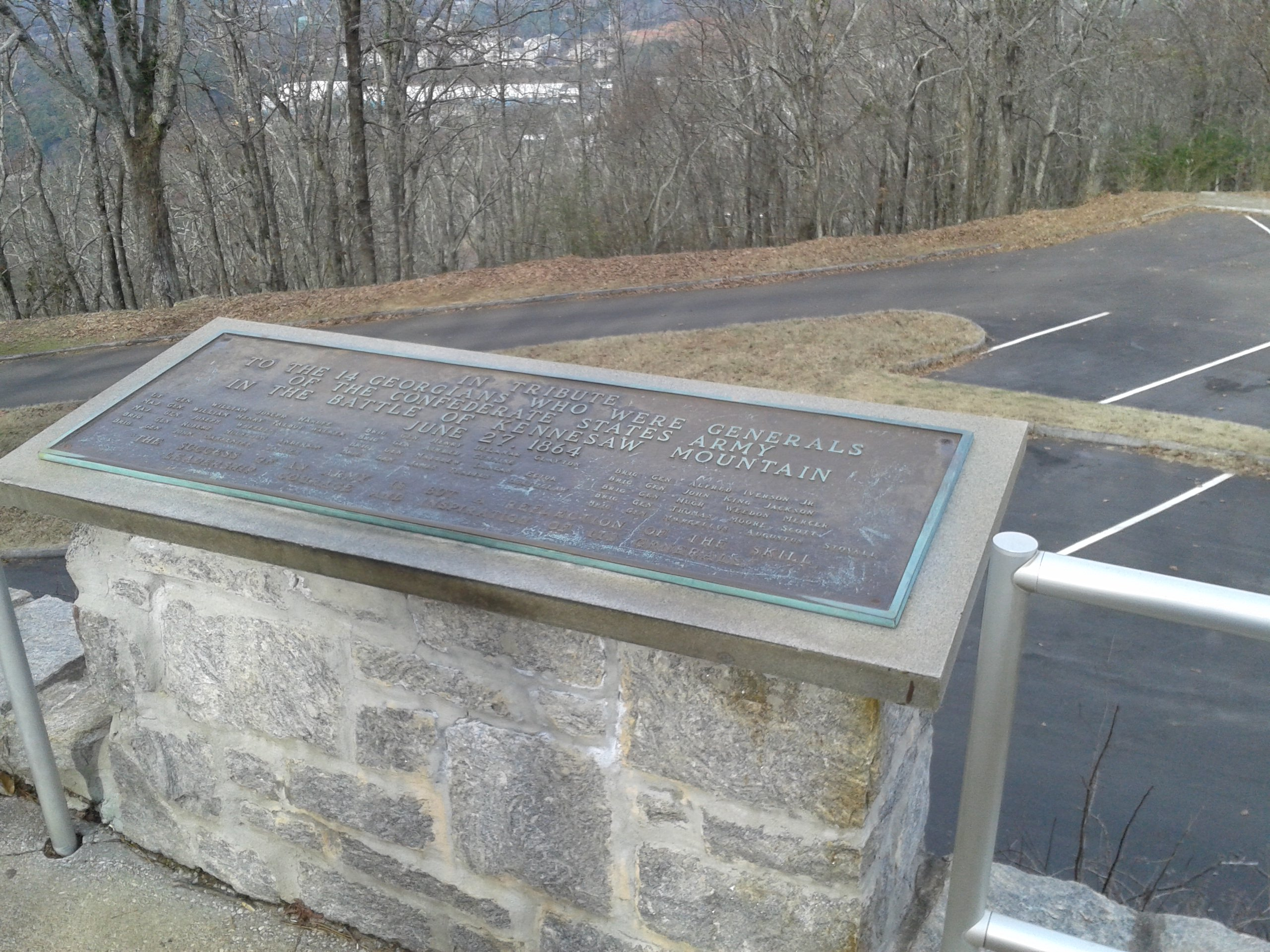
Monument du champ de bataille de Kennesaw Mountain
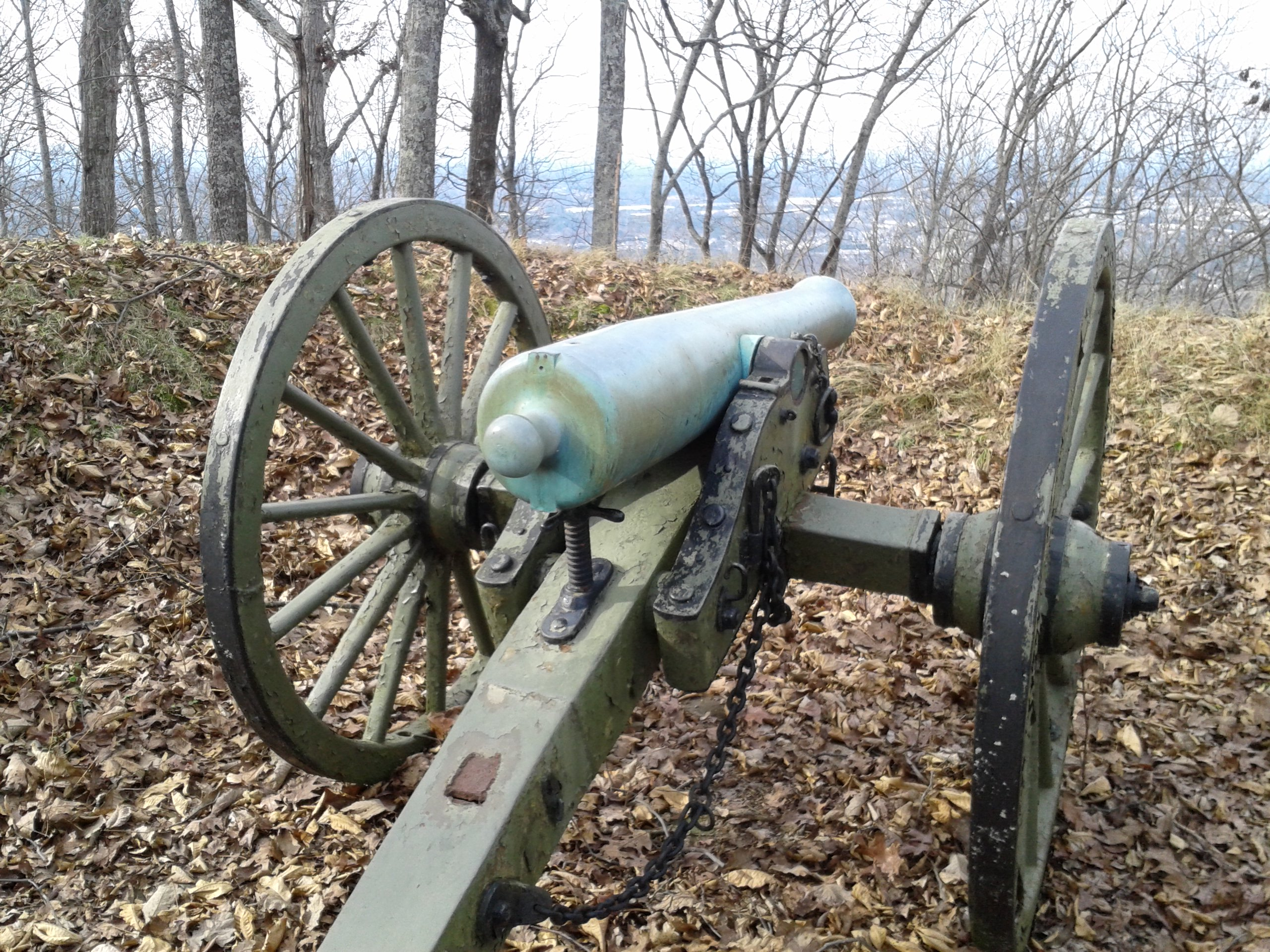
Canon sur le champ de bataille de Kennesaw Mountain
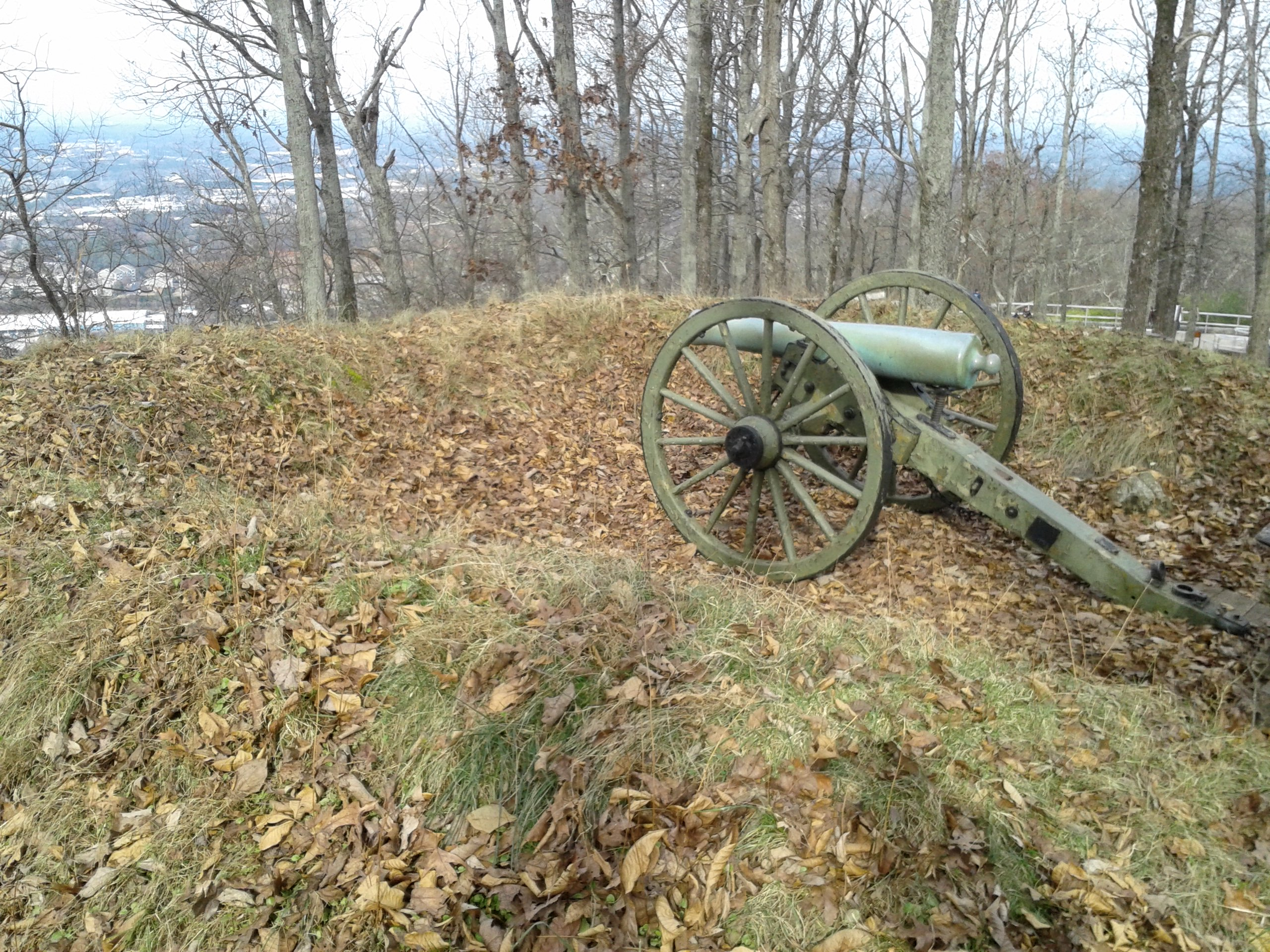
Approche du champ de bataille de Kennesaw Mountain
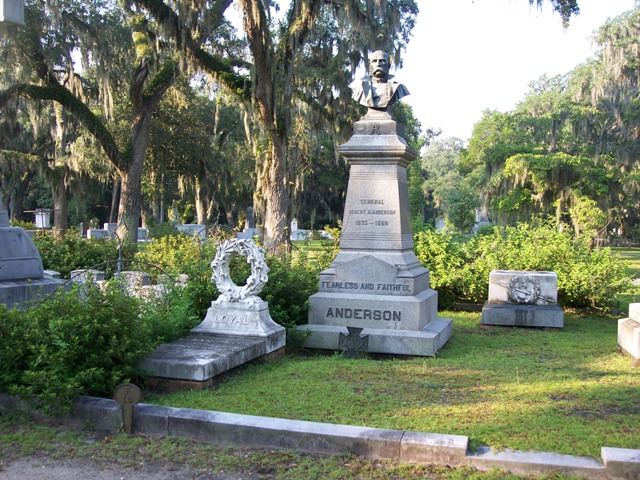
Tombe de la famille Anderson